# Yuanping
Yuanping är en stad på häradsnivå som lyder under Xinzhous stad på prefekturnivå i Shanxi-provinsen i norra Kina. Den ligger omkring 110 kilometer norr om provinshuvudstaden Taiyuan. 